# Treehouse
Treehouse (Nederlands: Boomhut) is het zesde studioalbum van de Nederlandse muziekgroep Leap Day.
Na de uitgifte van Timelapse, dat toch al een soort compilatiealbum was, werd het enige tijd stil rond Leap Day. Er vond in die tijd personeelswisselingen plaats. Bassist Peter Stel vertrok in 2018 en zanger Jos Harteveld in 2020, beiden nog genoemd in het dankwoord. Zij werden respectievelijk opgevolgd door Harry Scholing en Hans Kuypers. De band kreeg ook nog eens te maken met stilleggingen tijdens de coronapandemie; geregeld optreden zat er niet in; behalve tijdens het Northern Prog Festival dat plaatsvond tijdens een van de perioden dat het werd vrijgeven. Daarna sloot alles weer.
Door diezelfde coronapandemie zat gezamenlijk opnemen er niet in. Veel van de opnamen werden dan ook bij de leden thuis verricht, waarna alles naar het centrale punt, de Wallplug Studio in Assen, werd gezonden en samengevoegd. Aanvullende opnamen vonden plaats in Wolvega.
De muziek is vanwege de schakeling tussen gitaar en toetsen verwant aan die van IQ en Pendragon.

## Musici
Alle musici hebben naast hun werkzaamheden voor Leap Day een “gewone baan”, behalve Mulder, die is beroepsmusicus.
- Hans Kuypers – zang
- Eddie Mulder – gitaren
- Harry Scholing – basgitaar
- Gert van Engelenburg – toetsinstrumenten, achtergrondzang
- Derk Evert Waalkens – toetsinstrumenten, achtergrondzang, percussie
- Koen Roozen – drumstel

## Muziek
| Nr. | Titel                                                                       | Duur  |
| --- | --------------------------------------------------------------------------- | ----- |
| 1.  | Like Icarus (M: Waalkens, Alex Staal, Dik Pomp; T: Waalkens, Noud Willemse) | 10:43 |
| 2.  | Clementine (M: Waalkens, Arnout van Loo; T; Waalkens, Ger Dik)              | 8:52  |
| 3.  | Raining (M/T: Waalkens, Ger Dik)                                            | 7:31  |
| 4.  | Treehouse (M: Van Engelenburg, Mulder, Waalkens, T: Van Engelenburg)        | 9:24  |
| 5.  | May 5th (M: Van Engelenburg, Waalkens; T: Noud Willemse)                    | 7:24  |
| 6.  | Autumn (M: Waalkens; T: Noud Willemse)                                      | 11:58 |

Like Icarus is geschreven naar aanleiding van een brand in een verlaten warenhuis aan North Prieur Street in New Orleans, (28 december 2010) waarbij acht krakers om het leven kwamen. In Autumn zit een fragment dat sterk doet denken aan Supertramp met hier ook de bekende klanken van de Wurlitzerpiano en koortjes die die band gebruikte.